# Saprosites lodoicea
Saprosites lodoicea är en skalbaggsart som beskrevs av Scott 1912. Saprosites lodoicea ingår i släktet Saprosites och familjen Aphodiidae. Inga underarter finns listade i Catalogue of Life.